# 和田光沙
和田 光沙（わだ みさ、1983年12月30日 - ）は、日本の女優。株式会社ディケイド BIRD LABEL所属。

## 経歴
東京都生まれ。
ヤマト運輸のドライバーを経て、緒方明監督のワークショップに参加。同監督の『靴が浜温泉コンパニオン控室』で映画デビュー。
2020年、『岬の兄妹』で自閉症のヒロイン・真理子を演じ、第34回高崎映画祭で最優秀新進女優賞を受賞。
SKIPシティ国際Dシネマ映画祭2023では国内コンペティション部門の審査員を務めた。

## 主な出演作品

### 映画
- 靴が浜温泉コンパニオン控室（2008年）
- のんちゃんのり弁（2009年）
- あまっちょろいラブソング（2010年） - 久美子役
- 花と蛇3（2010年） - 声のみ
- 凡 -bon-（2010年）
- 溺溺（2010年） - 主演
- 花つみ（2011年） - 主演
- 忘却のノクターン（2011年）
- 地獄の猫（2011年）
- アイドル・イズ・デッド（2012年）
- 水着妻（2012年）
- 私の叔父さん（2012年）
- 春、疾風 2011.8～2012.5（2012年） - ナレーション
- 明日へ（2012年）
- あんこまん（2013年）
- 雲の屑（2015年）
- 色欲絵巻 千年の狂恋（2015年）
- 101回目のベッド・イン（2015年）
- 芸者ガールズ お座敷で夢まくら（2015年）
- 崖っぷちの熟女たち（2015年）
- 果てなき欲望 監禁シェアハウス（2015年）
- ドM卒業 さよなら、ご主人様（2015年）
- 乃梨子の場合（2015年、坂本礼監督）
- 闇刻の宴「子の棲む家」（2016年）
- 貌斬り KAOKIRI〜戯曲「スタニスラフスキー探偵団」より〜（2016年） - 和田梓／ウェイトレス役
- 裸のアゲハ（2016年）
- 犯る男（2016年）
- 性愛スキャンダル コケシと花嫁（2016年）
- 女教師の秘密 縛ってあげる…（2016年）
- 監獄飼育 凌辱の女囚アリサ（2016年）
- 劇場版 屍囚獄 起ノ篇・劇場版 屍囚獄 結ノ篇（2017年）
- コクウ（2017年）
- 出会ってないけど、さようなら（2017年） - 望月めぐみ役
- 夏の娘たち〜ひめごと（2017年）
- なりゆきな魂、（2017年）
- 肉体販売 濡れて飲む（2017年）
- 人妻ドラゴン 何度も昇天拳（2017年）
- 愛憎の嵐 引き裂かれた白下着（2017年）
- プリンセス 甘く危険な休日（2017年）
- 菊とギロチン（2018年）
- 再会の浜辺（2018年）
- しあわせ配達人・ユリ子（2018年）
- 止められるか、俺たちを（2018年）
- ハード・コア（2018年）
- ひまわりDays（2018年）
- ミカヨのクレヨン（2018年）
- ヤーニンジュの島（2018年）
- 欲求不満な三姉妹（2018年）
- 愛憎のうねり 淫乱妻とよばれて（2019年）
- 犯す女 愚者の群れ（2019年）
- 継続（2019年）
- 貞子（2019年）
- 死にたくなるよと夜泣くタニシ（2019年） - 主演・谷静香/蟲愛づる姫役[6]
- ツンデレ娘 奥手な初体験（2019年）
- ひとよ（2019年）
- 岬の兄妹（2019年） - 主演・道原真理子役[7]
- 痴漢電車 夢見る桃色なすび（2020年） - 根本乙希役
- 蒼のざらざら（2020年） - 主演・柚木あおい[8]
- 蒲田前奏曲（2020年）
- 激怒（2020年）
- 卵と彩子（2020年）
- 糸（2020年）
- 破壊の日（2020年）
- パラダイス・ロスト（2020年） - 主演・山口亜矢子[9]
- 由宇子の天秤（2020年）
- やまぶき（2020年）
- 海辺の街の約束（2021年）
- CHAIN/チェイン（2021年）
- 誰かの花（2021年）[10]
- なん・なんだ（2022年）
- さがす（2022年）
- Pure Japanese（2022年）
- MIRRORLIAR FILMS Season2『IMPERIAL大阪堂島出入橋』（2022年）[11]
- 冬薔薇（ふゆそうび）（2022年）- 澤地多恵子 役[12]
- ダラダラ（2022年） [13]
- ヘルメットワルツ（2023年）[14]
- 忌怪島/きかいじま（2023年）[15]
- THEATERS（2023年）[16]
- 女囚霊（2023年9月） - 町田 役[17]
- 映画（窒息）（2023年11月） - 主演・女 役[18]
- 獣手（2024年1月） - 五十嵐小雪 役[19]
- 雨ニモマケズ（2025年2月）
- みんな笑え（2025年2月）[20]
- となりの宇宙人（2025年6月27日、SPOTTED PRODUCTIONS）[21]
- ミーツ・ザ・ワールド（2025年公開予定）[22]
- てっぺんの向こうにあなたがいる（2025年公開予定）[23]

### テレビドラマ
- 怪奇大作戦 ミステリー・ファイル「地を這う女王」（2013年、NHK BSプレミアム）
- この街の命に（2016年、WOWOW）
- 植木等とのぼせもん（2017年、NHK） - 第8話
- エ・キ・ス・ト・ラ!!!（2020年、関西テレビ） - 第3話
- 生きるとか死ぬとか父親とか（2021年、テレビ東京） - 第5話
- さまよう刃（2021年、WOWOW） - 長峰絵里子 役
- DIVE!（2021年、テレビ東京）
- シジュウカラ（2022年、テレビ東京） - 御子柴涼子 役[24]
- だから殺せなかった（2022年、WOWOW）
- 鵜頭川村事件（2022年、WOWOW）[25]
- 空白を満たしなさい（2022年、NHK） - 野本ふみ（こいしの母） 役
- いちばんすきな花 第1話（2023年、フジテレビ） - 教師 役
- 神の子はつぶやく（2023年、NHK）
- 不適切にもほどがある!（2024年、TBS） - 第8話 仁美 役
- ９５ 第9話（2024年6月3日、テレビ東京） - 料亭の女将 役
- 量産型リコ –最後のプラモ女子の人生組み立て記（2024年7月9日、テレビ東京） - 美夏 役[26]
- ビリオン×スクール 第2話（2024年7月12日、フジテレビ） - 梅野幸子 役[27]
- 笑うマトリョーシカ 第8話 - （2024年8月16日 - 、TBS） - 田所礼子 / 間中亜里沙 / 三好美和子 役[28][29]
- オクトー 〜感情捜査官 心野朱梨〜 Season2（2024年10月3日 - 12月12日、読売テレビ・日本テレビ系） - 二見智子 役[30]
- ジョフウ 〜女性に××××って必要ですか?〜 第6話（2025年5月7日、テレビ東京） - 斎藤紫帆 役[31]

### ウェブドラマ
- ガンニバル（2022年、Disney+） - 千堂恵 役
- サンクチュアリ -聖域- （2023年、Netflix） - 服部里美（猿谷関の妻）役[32]

### オリジナルビデオ
- 閲覧禁止 TABOO映像（2013年）
- 閲覧禁止２ TABOO映像（2013年）
- アンデッド・セメタリー（2014年）
- 閲覧禁止３ TABOO映像（2014年）
- 閲覧禁止４ TABOO映像（2014年）
- 閲覧禁止５ TABOO映像（2014年）
- THE衝撃映像５ 腹切万歳 解散LIVE!（2014年）
- ハーフゾンビ Dead or Alive（2014年）
- 閲覧禁止６ TABOO映像（2015年）
- 閲覧禁止７ TABOO映像（2015年）
- 呪いの山 グリーンインフェルノ（2015年）
- 女闇金 -千鶴- 金にまみれたSEX地獄（2017年）
- ミク、僕だけの妹（2018年）

### ラジオドラマ
- コンビニ人間（2019年、NHK-FM「FMシアター」）

### CM
- 大同生命「私たちの願い」篇（2014年）

### 舞台
- 心は孤独なアトム（STRAYDOG）[1]
- 路地裏の優しい猫（STRAYDOG）[1]
- バンク・バン・レッスン（STRAYDOG）（2009年2月3日 - 2月8日、シアター代官山）
- マルクス愚連隊、原作者Jr.拉致事件なう。（創作ユニット スタニスラフスキー探偵団）（2011年12月15日 - 12月18日、シアターブラッツ）
- だいだいの空（トム・プロジェクト）（2012年6月1日 - 6月3日、亀戸・カメリアホール）
- 相方（いっぱち屋）（2012年10月17日 - 10月21日、下北沢・シアター711）
- 1995年のサマー・アンセム（エマニュエル）（2013年5月15日 - 5月19日、下北沢・シアター711）
- スタニスラフスキー探偵団RETURNS（創作ユニット スタニスラフスキー探偵団）（2015年1月8日 - 1月12日、高円寺・明石スタジオ）
- 案山子とカラス（いっぱち屋）（2015年11月20日 - 11月26日、下北沢・シアター711）
- カムアウト2016⇔1989（燐光群）（2016年3月19日 - 3月31日、下北沢ザ・スズナリ）
- 放課後のユートピア（劇団ナナカマド）（2016年7月27日 - 7月31日、参宮橋TRANCE MISSION）
- 音楽朗読劇「ヒロシマ」（U-stage）（2016年12月17日、四街道市文化センター） - 2017年、2019年再演
- 湾岸線浜浦駅高架下4:00A.M. (土、日除ク)（燐光群）（2017年7月6日 - 7月19日、下北沢ザ・スズナリ）
- 音楽朗読劇「戦場と、恋文」（U-stage、原洋子）（2018年8月4日、新宿経王寺）
- サイパンの約束（燐光群）（2018年11月23日 - 12月2日、座･高円寺）

## 受賞歴
- 2020年
  - 第34回高崎映画祭 最優秀新進女優賞（『岬の兄妹』）

- 2024年
  - 第3回宮古島チャリティー国際映画祭 ストーリー長編部門最優秀主演女優賞（『獣手』）[33]